# Tephritis santolinae
Tephritis santolinae är en tvåvingeart som beskrevs av Erich Martin Hering 1934. Tephritis santolinae ingår i släktet Tephritis och familjen borrflugor. Inga underarter finns listade i Catalogue of Life.